# Christian Kraus
Christian Jakob Kraus (ur. 27 lipca 1753 w Ostródzie, zm. 25 sierpnia 1807 w Królewcu), syn lekarza, niemiecki filozof, profesor filozofii praktycznej i kameralistyki, nauk politycznych i finansów.

## Życiorys
Uczeń Immanuela Kanta, wykładowca ekonomii politycznej uniwersytetu w Królewcu, nauczyciel całej generacji urzędników pruskich, m.in. Hansa Jakoba von Auerswalda, Heinricha von Schöna, dołączył do liberalnych nauczycieli nauk o wolnej konkurencji angielskiego ekonomisty Adama Smitha, którego dzieło „Dobrobyt Narodów” przetłumaczył na niemiecki. Jeden z inspiratorów reform Karla vom Steina i Karla von Hardenberga, reformator z zakresu ekonomii politycznej. Uczestnik obiadów u Kanta.